# Sergej Minich
Sergej Minich (* 18. März 1987 in Tokmok, Kirgisische SSR) ist ein deutscher Politiker der AfD und Wirtschaftsingenieur. Er ist Landesvorsitzender des AfD-Landesverbandes Bremen. Bei der Bundestagswahl 2025 zog er als Spitzenkandidat über die Landesliste seiner Partei in den Deutschen Bundestag ein.

## Leben
Minich kandidierte 2020 für den Ortsbeirat des Bremer Stadtteils Osterholz. Nachdem der Landesverband nach 2022 tief gespalten war, vertrat Minich den sogenannten AfD-Rumpfvorstand unter seinem Vorsitz. Er reichte 2023 für seinen Vorstand eine Wahlliste für die Bürgerschaftswahl 2023 ein. Da zwei AfD-Landesvorstände konkurrierende Wahlvorschläge einreichten, ließ am 23. März 2023 der Landeswahlausschuss keine der beiden Listen zu, da nicht zu klären war, wer den legitimen Vorstand der Partei stellt.
Im Dezember 2024 wurde Minich mit über 97 Prozent zum Spitzenkandidaten der AfD in Bremen gewählt. Nach der vorgezogenen Neuwahl ist er Mitglied des Deutschen Bundestages geworden.